# 유회 (부릉회왕)
부릉회왕 유회(阜陵懷王 劉恢, ? ~ 132년)는 후한의 황족이다.

## 생애
연광 2년(123년), 아버지 경왕의 뒤를 이어 부릉왕에 봉해졌다.
양가 원년(132년)에 죽으니 시호를 회라 하였고, 아들 유대가 작위를 이었다.

## 출전
- 범엽, 《후한서》 권6 효순효충효질제기·권42 광무십왕열전

| 전임 아버지 부릉경왕 유방 | 후한의 부릉왕 123년 ~ 132년 5월 무인일 | 후임 아들 부릉절왕 유대 |